# 凡尔赛圣女贞德堂

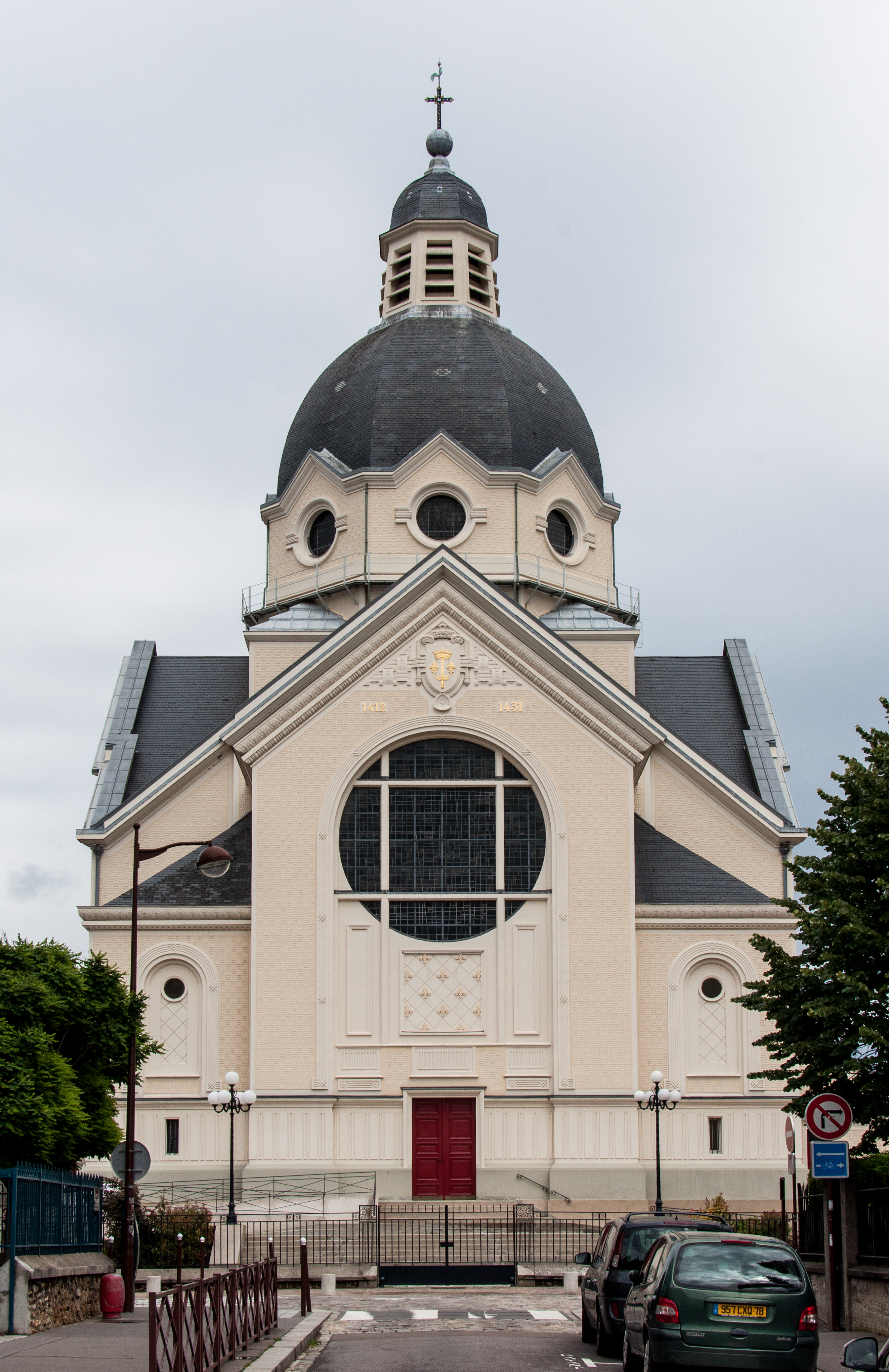

凡尔赛圣女贞德堂（Église Sainte-Jeanne-d'Arc）是一座罗马天主教教堂，位于法国法兰西岛大区伊夫林省凡尔赛。

## 历史
1914年8月31日，吉比尔主教誓言在这座城市建立一座堂区教堂，纪念圣女贞德，祈求她代祷保护凡尔赛城“免受围攻的恐怖和占领的不幸。”1919年，建筑师Albert Guilbert在Albert Joly街修建了一座临时木制小堂。1920年1月5日成立圣女贞德堂区。“圣女贞德号”军舰的随军神父担任首任神父。1920年5月16日，圣女贞德在罗马封为圣人。1923年5月30日，新教堂奠基。1926年5月31日新教堂祝圣。这座教堂于1993年列为法国历史遗迹。

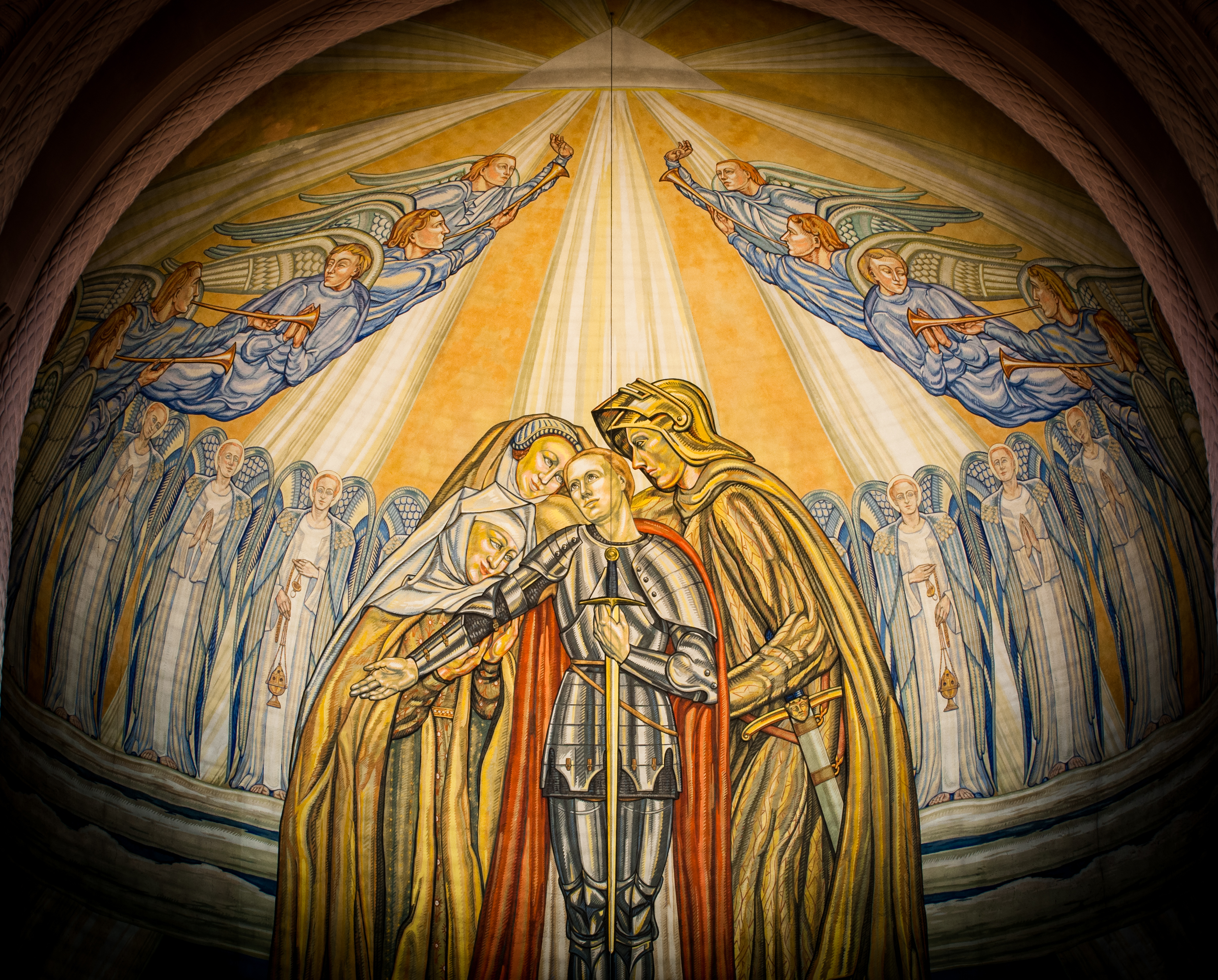
后殿绘画细节

有一幅油画覆盖了整个后殿，描绘圣女贞德生平的四个场景。
1970-1981年安装花窗玻璃。2007年，堂区收购了法国广播电台的一台管风琴，于2008年9月安装。

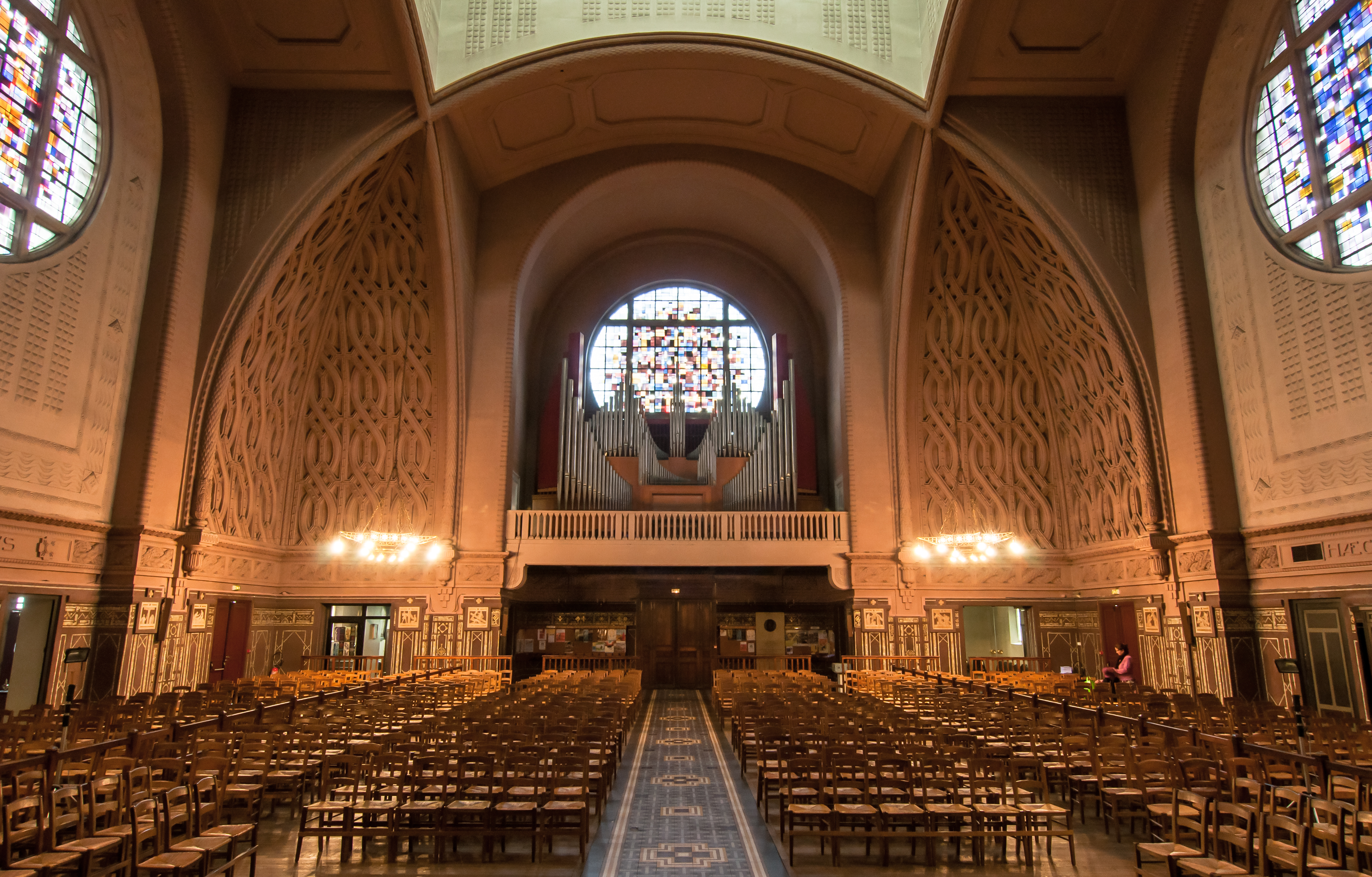
管风琴